# Cherry Miel
Cherry Miel (キューティーハニー, Kyūtī Hanī) est une série télévisée d'animation japonaise en 25 épisodes de 25 minutes, créée par Toei Animation et Dynamic Planning d'après le manga Cutey Honey de Go Nagai et diffusée 13 octobre 1973 au 30 mars 1974 sur TV Asahi et TV Tokyo.
En France, la série a été diffusée à partir du 31 août 1988 sur TF1 dans le Club Dorothée.

## Synopsis
Cherry Miel, une adolescente de seize ans, découvre à la mort de son père qu'elle est en réalité une femme-androïde qui possède le pouvoir de se matérialiser en n'importe quel individu (pilote de course, mannequin, hôtesse de l'air, reporter…). Elle est en fait le fruit de nombreuses années de labeur de son défunt père, le Docteur Kisagari, génie de la robotique. Dès lors, elle n'aura de cesse de poursuivre et de combattre l'organisation « Panthera », responsable de la mort de son père, organisation menée par la terrible Panthère Zora et son acolyte Drastica, et dont la plupart des membres sont des femmes hideuses aux formes généreuses.
Panthera tient à dérober à Cherry Miel le catalyseur multiplicateur. Cet objet est en fait renfermé à l'intérieur même de Cherry Miel et est la source de tous ses pouvoirs. Panthera veut faire main basse sur cet objet qui lui permettrait de décupler ses richesses et de mener à bien ses projets machiavéliques. Cherry Miel sera aidée dans son combat par ses amis tels que Serge, le journaliste dont elle est amoureuse, ainsi que le frère et le père de ce dernier, John et Monsieur Tatami.

## Distribution

### Voix originales
- Eiko Masuyama: Honey Kisaragi
- Hiroshi Masuoka: Naojiro Hayami
- Katsuji Mori: Seiji Hayami
- Kazuko Sawada: Junpei Hayami
- Kousei Tomita: Danbei Hayami
- Nobuyo Tsuda: Hystler, Panther Zora
- Noriko Tsukase: Ms. Alphonne
- Noriko Watanabe: Sister Jill
- Haruko Kitahama: Black Claw, Fire Claw, Badfly Claw, Scissors Claw, Octo Panther, Cutter Claw, Sea Panther, Dynamite Claw
- Isamu Tanonaka: Principal
- Jouji Yanami: Dr. Kisaragi
- Kazuko Yanaga: Spin Claw, Coral Claw, Crocodile Claw, Great Claw
- Keaton Yamada: Goemon
- Keiko Yamamoto: Pochi
- Kōji Yada
- Noriko Watanabe: Mami
- Rihoko Yoshida: Natsuko Aki
- Ryouichi Tanaka: Johnny
- Sachiko Chijimatsu: Twin Panther I
- Sanji Hase: Goemon
- Taeko Nakanishi: Tomahawk Panther, Iron Shadow, Jumbo Panther, Breast Claw, Blade Panther, Snake Panther
- Toshiko Sawada: Aurora Panther, Puman Claw, Drill Claw
- Yoneko Matsukane: Dirty Marry
- Kimie Nakajima: Mastodon

### Voix françaises
- Virginie Ogouz : Cherry Miel (épisodes 1-5)
- Virginie Méry : Cherry Miel (épisodes 6-25)
- Evelyne Grandjean : Panthère Drastyca, Melle Adolphe
- Francis Lax : John, M. Tatami, Professeur Kisagari, Neveu Tatami
- Monique Thierry : Panthère Zora, Melle Alphonsine, Nathalie, Mimi
- Yves-Marie Maurin : Serge, Monsieur Goemon

Doublage effectué au studio SOFI.

## Épisodes
| No | Titre français                              | Titre japonais           | Titre japonais                     | Date de 1re diffusion                               |
| No | Titre français                              | Kanji                    | Rōmaji                             | Date de 1re diffusion                               |
| -- | ------------------------------------------- | ------------------------ | ---------------------------------- | --------------------------------------------------- |
| 1  | La griffe d'acier                           | 黒い爪がハートを掴む     | Kuroi Tsume ga Hāto o Tsukamu      | 13 octobre 1973 (Japon) 31 août 1988 (France)       |
| 2  | Tout feu tout flammes                       | 夜の火牡丹 剣の舞い      | Ya no Hi Botan Ken no Mai          | 20 octobre 1973 (Japon) 7 septembre 1988 (France)   |
| 3  | Le cadeau empoisonné                        | 夜の火牡丹 剣の舞い      | Akai Ono ga Wana wo Haru           | 27 octobre 1973 (Japon) 14 septembre 1988 (France)  |
| 4  | La chauve souris Ouragan                    | 美しヶ森に悪魔を見た     | Utsukushī ga Mori ni Akuma wo Mita | 3 novembre 1973 (Japon) 21 septembre 1988 (France)  |
| 5  | La Panthère-Tarentule et le trésor égyptien | 虹の空は悪魔の呪い       | Kurenai no Sora wa Akuma no Shiyu  | 10 novembre 1973 (Japon) 28 septembre 1988 (France) |
| 6  | La Panthère-Ciseaux                         | 夢を裂く黒い鋏           | Yume wo Saku Kiroi Hasami          | 17 novembre 1973 (Japon) 5 octobre 1988 (France)    |
| 7  | Le bouddha disparaît                        | 黒豹が唄う死の踊り       | Kurohyo ga Utau Shi no Odori       | 24 novembre 1973 (Japon) 19 octobre 1988 (France)   |
| 8  | La Panthère-Pieuvre                         | 悪魔が呼ぶ蒼い海底       | Akuma Ga Yobu Aoi Kaitei           | 1er décembre 1973 (Japon) 12 octobre 1988 (France)  |
| 9  | Les oiseaux attaquent                       | 悪魔の口笛を消せ         | Akuma No Kuchibue wo Kesu          | 8 décembre 1973 (Japon) 26 octobre 1988 (France)    |
| 10 | Dans l'enfer de la magie                    | 霧にむせぶ幻の城         | Kiri Ni Musebu Maboroshi No Shiro  | 15 décembre 1973 (Japon) 2 novembre 1988 (France)   |
| 11 | La ville engloutie                          | 黄金に手を出すな         | Ogon Ni Tei wo Dasuna              | 22 décembre 1973 (Japon) 9 novembre 1988 (France)   |
| 12 | La vengeance de la sirène                   | 赤い真珠は永遠に         | Akai Shinjuu Wa Eien Ni            | 29 décembre 1973 (Japon) 16 novembre 1988 (France)  |
| 13 | Le secret de Cherry Miel                    | 涙は谷間の奥深く         | Namida Wa Tanima No Okubukai       | 5 janvier 1974 (Japon) 23 novembre 1988 (France)    |
| 14 | La perte d'une amie                         | ああ学園最後の日         | Aa Gakuen Saigo no hi              | 12 janvier 1974 (Japon) 30 novembre 1988 (France)   |
| 15 | Junior photographe                          | 怒りの涙でふり返れ       | Ikari No Namida Deburikaeru        | 19 janvier 1974 (Japon) 7 décembre 1988 (France)    |
| 16 | Une clé pour un royaume                     | カジノより愛をこめて     | Cashino Yori Ai wo Komete          | 26 janvier 1974 (Japon) 14 décembre 1988 (France)   |
| 17 | Aventures au cercle polaire                 | 北の果てに嵐は消えて     | Kita No Hatte Ni Arashi Wa Kiete   | 2 février 1974 (Japon) 21 décembre 1988 (France)    |
| 18 | Histoires volcaniques                       | 燃え上がる赤い血潮       | Moeagaru Atsui Chihio              | 9 février 1974 (Japon) 28 décembre 1988 (France)    |
| 19 | Cherry Miel au pays du Far West             | 遥かなる荒野に咲く花     | Harukanaru Koya Ni Saku Hana       | 16 février 1974 (Japon) 11 janvier 1989 (France)    |
| 20 | L'île au trésor                             | 失われた伝説の都         | Ushinawareta Kasetsu No Miyako     | 23 février 1974 (Japon) 4 janvier 1989 (France)     |
| 21 | Une victoire bien méritée                   | 緑の野に立つ黒い影!!     | Midori No Ya Ni Tatsu Kuroi Kage!! | 2 mars 1974 (Japon) 18 janvier 1989 (France)        |
| 22 | École chic, traitement de choc              | あこがれのパラダイス学園 | Akogare no Paradise Gakuen         | 9 mars 1974 (Japon) 25 janvier 1989 (France)        |
| 23 | Sous le signe du scorpion                   | 妖しきサソリ座の女       | Ayashiki Sasoriza No Onna          | 16 mars 1974 (Japon) 1er février 1989 (France)      |
| 24 | Honnêteté et bravoure chez l'ennemie        | 誇り高き挑戦者の詩       | Hokori Takaki Chosensha No Uta     | 23 mars 1974 (Japon) 8 février 1989 (France)        |
| 25 | Mort de la Panthère Gil                     | 地獄に散った毒の花       | Jigoku ni Chitta Doku no Hana      | 30 mars 1974 (Japon) 15 février 1989 (France)       |